# Balkhan
Balkhan són dues serralades muntanyoses al Turkmenistan a l'est de la mar Càspia que defineixen la llera del riu sec Özboi. Al nord del riu hi ha el Gran Balkhan que té com a cim més alta el Dünesh Kale (1880 metres), i al su hi ha el Petit Balkhan amb altures màximes a l'entorn dels 800 metres.
A aquesta regió es van retirar les tribus de turcmans expulsades del Khurasan (1029-1031) i els pobles turcs van restar a la regió. Els russos van crear alguns ports a l'antic delta, entre els dos Balkhan i després de 1881 van construir el ferrocarril transcaspià que va circular per la regió i que fou important fins que el 1905 es va obrir la línia Orenburg-Taixkent.